# Relaciones España-Palestina
Las relaciones España-Palestina son las relaciones diplomáticas y bilaterales entre estos dos países. Palestina tiene una embajada en Madrid. España tiene un consulado general en Jerusalén Este desde 1853 que sirve a los palestinos de Cisjordania, Gaza y Jerusalén. España reconoció el Estado de Palestina el 28 de mayo de 2024.

## Relaciones diplomáticas
Las relaciones diplomáticas entre España y la Autoridad Palestina se pueden calificar de excelentes. Las buenas relaciones con Israel y la ANP fueron determinantes a la hora de elegir Madrid como sede de la Conferencia de Paz de 1991 que abriría las conversaciones de paz entre palestinos e israelíes.
Las numerosas visitas a España de los máximos líderes palestinos son prueba del buen estado de las relaciones diplomáticas entre ambos países. Yaser Arafat en el pasado y Mahmoud Abbas en la actualidad han visitado Madrid con una cadencia al menos anual y han recibido asimismo a las autoridades españolas en Ramala y Gaza en repetidas ocasiones. Los presidentes Aznar y Zapatero visitaron Ramala en 1999 y 2009 respectivamente. En abril de 2011 fueron los Príncipes de Asturias quienes fueron recibidos oficialmente en el Complejo Presidencial de la Muqata’a en Ramallah por el presidente Abbas.
La labor de la Cooperación Española en la última década en el Estado de Palestina es también prueba de las excelentes relaciones entre ambos. En este sentido, las sociedades civiles española y palestina mantienen intensos contactos a través de la presencia de cooperantes españoles que desarrollan su labor en Palestina así como a través de los numerosos ciudadanos palestinos que han sido beneficiarios del sistema de becas de la Cooperación Española y que han establecido intensos contactos durante sus estancias académicas en España.
En términos diplomáticos, Palestina reconoce a España como Estado soberano, y España hizo lo propio con Palestina el 28 de mayo de 2024, cambiando su anterior postura de espera a un consenso con toda la Unión Europea. El 20 de noviembre de 2014, el parlamento español aprobó una moción no vinculante que llamaba al gobierno a reconocer al Estado de Palestina con 319 votos a favor y 2 en contra.Fue el 24 de noviembre de 2023 cuando el presidente del gobierno de España, Pedro Sánchez, abrió la puerta al reconocimiento oficial del Estado de Palestina incluso sin esperar a un acuerdo con el resto de los países de la Unión Europea, reconocimiento que se plasmó, junto con Irlanda y Noruega, el 28 de mayo de 2024, aunque sin variar la representación diplomática. España reconoce oficialmente al Estado de Palestina en las «fronteras de 1967», es decir, con las regiones de Cisjordania y la Franja de Gaza y con Jerusalén Este como capital.

## Relaciones económicas
El saldo comercial siempre es favorable para España, aunque el tráfico de mercancías entre ambos países es poco significativo. Del análisis de las cifras de exportación española, siempre con las salvedades señaladas, destacan los datos siguientes: El total es históricamente poco significativo en términos absolutos. Las exportaciones a Palestina están directamente ligadas a los envíos que fueron financiados con créditos FAD. La ralentización de la ejecución de proyectos FAD a partir de 2000 ha sido la responsable de la caída del valor total de las exportaciones españolas a los Territorios Palestinos; 9 M€ en 1999, 6 M€ en 2005, 1,6 M€ en 2006, y la misma cifra en 2007. Durante 2009 y 2010 las cifras han sido muy reducidas (0,90 y 3,72 M€) respectivamente. En 2012, la exportación española ha ascendido a 7 millones de euros. Las importaciones por España de productos palestinos son casi inexistentes; de hecho en los últimos tres años y hasta octubre de 2013 no se han producido compras por parte de España.

## Cooperación
El objetivo global de la Cooperación Española con los TTPP es la creación de un Estado Palestino viable, a través principalmente de la lucha contra la pobreza (desarrollo económico y social), del fortalecimiento de las estructuras e instituciones del Estado y del apoyo a la sociedad civil en el ámbito de los valores democráticos y la construcción de la paz.
El compromiso del pueblo español con el pueblo palestino ha sido constante, y se inicia en 1994 en Túnez, con la firma del “Memorando de Entendimiento
relativo a la Cooperación Hispano-Palestina”, compromiso éste renovado y consolidado en virtud de las cinco Comisiones Mixtas firmadas hasta la fecha. Este compromiso con el pueblo palestino se ha materializado en los últimos años en un aumento muy significativo de ayuda oficial al desarrollo que ha pasado de 31 millones de euros en 2005 a 53 millones de euros en 2011 de AOD total neta, convirtiéndose así España en el segundo mayor donante de la Unión Europea a los TT.PP.
La V Reunión de la Comisión Mixta Hispano-Palestina de Cooperación Cultural, Educativa, Científica y Técnica, celebrada en Madrid en enero de 2008, subrayó el compromiso español con una solución justa y pacífica al conflicto conforme al Derecho Internacional, así como con la creación de un Estado Palestino soberano e independiente, con unas fronteras reconocidas, que conviva en paz y seguridad junto a Israel, conforme a las Resoluciones de Naciones Unidas, la Conferencia de Paz de Madrid (1991) y la Iniciativa de Paz Árabe (2002). La citada V Comisión Mixta, incluyó como áreas de actuación prioritarias “Servicios Básicos”, “Agricultura” y “Cultura para el Desarrollo”, destacando como líneas de acción estratégicas, los sectores “Gobernabilidad” y el Apoyo a la Sociedad Civil en materia de “Construcción de Paz”. Dichas áreas de actuación prioritarias conforman el actual programa de la Cooperación Española en TTPP. España también presta su apoyo a los refugiados palestinos a través de la UNRWA (Agencia de las Naciones Unidas para los Refugiados Palestinos), que provee los servicios básicos de educación, salud y protección social a los refugiados palestinos en Gaza, Cisjordania, Líbano, Siria y Jordania.
En 2012 y 2013 la Ayuda Oficial al Desarrollo destinada a los TT.PP. ha alcanzado los 16 y 7,9 millones de euros, respectivamente, en un contexto de recortes presupuestarios, y de cumplimiento de los objetivos de déficit marcados por el Gobierno. En 2014 se firmará la VI Comisión Mixta Hispano Palestina, coincidiendo con la culminación del proceso de identificación y redacción del Marco de Asociación de la Cooperación Española con TTPP (2014-2017). El Marco de Asociación continuará y profundizará así en el desarrollo de las instituciones públicas, el buen gobierno, la paz y seguridad, la equidad de género así como el desarrollo social y estabilidad económica palestina, todo ello con el fin de revalidar nuestro
compromiso con el establecimiento de un Estado Palestino independiente y democrático.